# Persönliche Repräsentanten der Kofürsten von Andorra

Wappen von Andorra

Je einen Persönlichen Repräsentanten (katalanisch representant personal, französisch Représentant Personnel) ernennen der Bischof von Urgell und der Staatspräsident der Französischen Republik in ihrer Funktion als Kofürsten und damit Staatsoberhäupter des Fürstentums Andorra. Die Ernennung, Pflichten und Befugnisse der Repräsentanten sind in den Artikeln 45, 48 und in der dritten Übergangsbestimmung der Verfassung Andorras geregelt.

## Aufgaben und Befugnisse
Die Persönlichen Repräsentanten fungieren als Vertreter der Staatsoberhäupter und haben folgende verfassungsmäßige Aufgaben:
- Die Unterrichtung des Síndic General, sprich des Parlamentspräsidenten, sowie des Cap de Govern, also des Regierungschefs Andorras, wenn ein Umstand eintritt, der es dem Kofürsten, in dessen Diensten sie stehen, unmöglich macht, seine verfassungsmäßigen Aufgaben wahrzunehmen. In diesem Fall muss nur ein Kofürst Vorgänge, Vorschriften oder Entscheidungen unterzeichnen, dafür müssen diese aber vom Síndic General oder dem Cap de Govern gegengezeichnet werden.
- Nach Inkrafttreten der Verfassung und im Zuge der daraus resultierenden Staatsreform in Andorra waren die Persönlichen Repräsentanten Mitglieder in einem Arbeitsausschuss, der die Umverteilung der Gewalten von den Kofürsten hin zu den neu entstandenen Institutionen durchsetzte.

Obwohl die Verfassung weitere Aufgaben nicht vorsieht, werden einige weitere Aufgaben und Befugnisse, soweit nach der Verfassung möglich, normalerweise an die Persönlichen Repräsentanten übertragen. So erließ der französische Staatspräsident François Hollande ein Dekret, wonach seiner Persönlichen Repräsentantin Sylvie Hubac alle Aufgaben und Befugnisse des französischen Kofürsten zustehen, die nicht zwingend von ihm selbst ausgeübt werden müssen. Weiterhin nahm Hubac gemäß Artikel 66 der andorranischen Verfassung und Artikel 3 des Dekrets auf Seiten Andorras an den Verhandlungen internationaler Verträge teil.

## Amtierende Repräsentanten
Amtierende Repräsentanten sind
- für den Bischof von Urgell Eduard Ibáñez Pulido
- und für den französischen Staatspräsidenten Patrice Faure